# Palmarès del Futebol Clube do Porto (hockey su pista)
Il Futebol Clube do Porto (hockey su pista) nella sua storia si è aggiudicato ventitre campionati nazionali, diciannove Coppe del Portogallo, ventitre Supercoppe portoghesi e due Elite Cup. In ambito internazionale vanta tre Euroleghe, due Coppa delle Coppe, due Coppe CERS, due Coppe Continentali e una Coppa Intercontinentale. Inoltre vanta anche tredici sconfitte in finale di Eurolega.

## Competizioni ufficiali

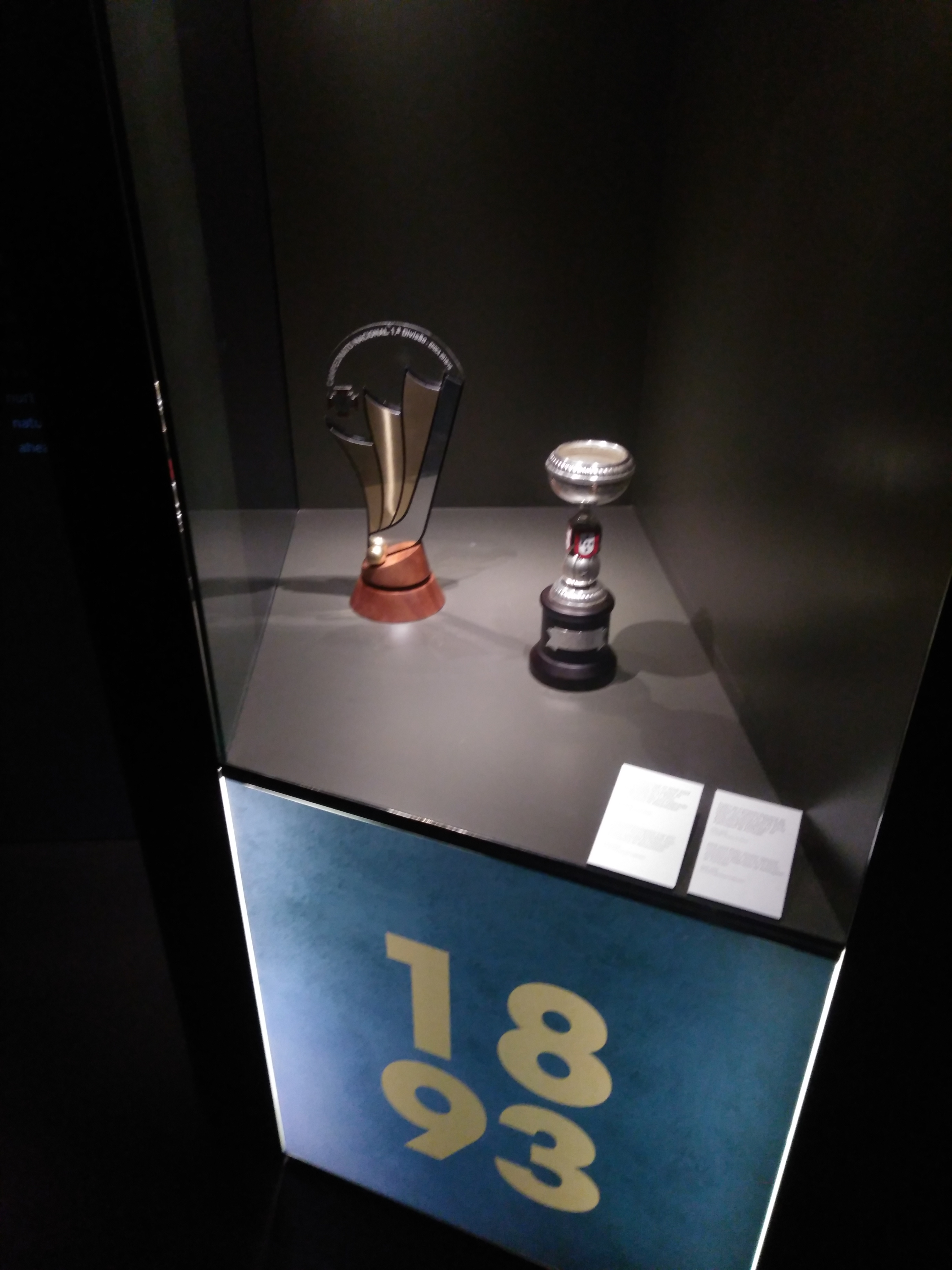
Trofeo per la vittoria della 1ª Divisão 1983.

79 trofei

### Competizioni nazionali
69 trofei
- Campionato portoghese: 25 (record)

1983, 1983-1984, 1984-1985, 1985-1986, 1986-1987, 1988-1989, 1989-1990, 1990-1991, 1998-1999, 1999-2000, 2001-2002, 2002-2003, 2003-2004, 2004-2005, 2005-2006, 2006-2007, 2007-2008, 2008-2009, 2009-2010, 2010-2011, 2012-2013, 2016-2017, 2018-2019, 2021-2022, 2023-2024
- Coppa del Portogallo: 19 (record)

1982-1983, 1984-1985, 1985-1986, 1986-1987, 1987-1988, 1988-1989, 1995-1996, 1997-1998, 1998-1999, 2004-2005, 2005-2006, 2007-2008, 2008-2009, 2012-2013, 2015-2016, 2016-2017, 2017-2018, 2021-2022, 2023-2024
- Supercoppa del Portogallo: 23 (record)

1983, 1984, 1985, 1986, 1987, 1988, 1989, 1990, 1991, 1996, 1998, 2000, 2005, 2006, 2007, 2008, 2009, 2011, 2013, 2016, 2017, 2018, 2019
- Elite Cup: 2 (record condiviso con il Benfica e lo Sporting CP)

2019, 2022

### Competizioni internazionali
10 trofei
- CERH European League: 3

1985-1986, 1989-1990, 2022-2023
- Coppa delle Coppe: 2

1981-1982, 1982-1983
- Coppa CERS/WSE: 2

1993-1994, 1995-1996
- Supercoppa d'Europa/Coppa Continentale: 2

1986-1987, 2023-2024
- Coppa Intercontinentale: 1

2021

## Altri piazzamenti

### Competizioni nazionali
- Campionato portoghese

2º posto: 1969, 1970, 1975, 1976, 1979, 1987-1988, 1991-1992, 1992-1993, 1997-1998, 2011-2012, 2014-2015, 2015-2016, 2020-2021
3º posto: 1968, 1978, 1982, 1993-1994, 1994-1995, 1995-1996, 2000-2001, 2013-2014, 2017-2018
- Coppa del Portogallo

Finale: 1978-1979, 1980-1981, 1981-1982, 1983-1984, 1999-2000, 2013-2014
Semifinale: 1975-1976, 1977-1978, 1979-1980, 1990-1991, 1993-1994, 2001-2002, 2003-2004, 2006-2007, 2010-2011, 2022-2023
- Supercoppa del Portogallo

Finale: 1999, 2002, 2003, 2004, 2010, 2022
- Elite Cup

Finale: 2016, 2021
Semifinale: 2017

### Competizioni internazionali
- Coppa dei Campioni/Eurolega

Finale: 1984-1985, 1986-1987, 1996-1997, 1998-1999, 1999-2000, 2003-2004, 2004-2005, 2005-2006, 2012-2013, 2013-2014, 2017-2018, 2018-2019, 2020-2021
Semifinale: 1969-1970, 1983-1984, 1991-1992, 2006-2007, 2009-2010, 2010-2011, 2014-2015, 2023-2024
- Coppa delle Coppe

Finale: 1988-1989
Semifinale: 1979-1980
- Supercoppa d'Europa/Coppa Continentale

Finale: 1982-1983, 1983-1984, 1990-1991, 2018-2019
- Coppa Intercontinentale

Finale: 1983 , 2018, 2024

## Altre competizioni
- Campionato metropolitano: 1

1969